# Pestsjanajabocht
De Pestsjanajabocht (Russisch: бухта Песчаная; boechta Pestsjanaja; "zanderige bocht") is een bocht van de Amoerbaai, gelegen tegenover (ten westen van) de stad Vladivostok. Aan zuidzijde wordt deze begrensd door het gelijknamige schiereiland Pestsjany, die haar scheidt van de Melkovodnajabocht. De noordzijde wordt gevormd door de moerassige delta van de rivier de Amba. De bocht is op veel plaatsen minder dan een halve meter diep, hetgeen aan de monding (tussen Kaap Atlasov in het noordoosten en Kaap Tichatsjov in het zuidoosten) oploopt tot ongeveer 2,5 meter.
De naam is waarschijnlijk afgeleid van de zandige bodem van de baai.